# Thiaré Maia
Thiaré Maia Amaral (Rio de Janeiro, 27 de fevereiro de 1981) é um atriz brasileira.

## Biografia
Nascida no Rio de Janeiro, Thiaré começou na televisão fazendo pequenas participações no programa Você Decide. Por dez anos, ela fez testes para a televisão até finalmente conseguir um personagem em A Favorita. interpretou a investigadora Cláudia em Dupla Identidade..
Fez Participações Em Pega Pega e Bom Sucesso

## Carreira

### Televisão
| Ano  | Título              | Personagem      | Notas                 |
| ---- | ------------------- | --------------- | --------------------- |
| 1997 | O Amor Está no Ar   | Pat             | [ 3 ]                 |
| 2007 | Por Toda Minha Vida | Helena Floresta | Episódio: "Nara Leão" |
| 2008 | A Favorita          | Luma            | [ 4 ]                 |
| 2014 | Dupla Identidade    | Cláudia         |                       |
| 2017 | Pega Pega           | Natália         |                       |
| 2019 | Bom Sucesso         | Lisandra        | [ 5 ]                 |

### Cinema
| Ano  | Título         | Papel   | Notas |
| ---- | -------------- | ------- | ----- |
| 2005 | Cafuné (filme) | Marta   |       |
| 2009 | À Deriva       | Elvira  | [ 6 ] |
| 2011 | Passageiro     | Mariana |       |

### Prêmios e indicações
| Ano  | Prêmio                   | Categoria | Trabalho   | Resultado |
| ---- | ------------------------ | --------- | ---------- | --------- |
| 2012 | Festival do Júri Popular | Atriz     | Passageiro | Venceu    |